# 波岡惣一郎
波岡 惣一郎（なみおか そういちろう、1910年（明治43年）9月27日 - 1951年（昭和26年）12月10日）は、青森県出身の歌手。

## 経歴
青森県八戸市の大地主の息子として生まれるが、歌手になるために親の反対を押しきって東洋音楽学校に入学する。1936年（昭和11年）同校卒業後、日本劇場に出演などを経て、1937年（昭和12年）ビクターよりデビュー。「皇軍大捷の歌」、「かちどきの歌」、「大陸行進曲」、「日の丸行進曲」、「興亜行進曲」、「空の勇士」、「国民進軍歌」など、戦時歌謡を多く吹き込む。
1942年（昭和17年）にビクターのトップ歌手だった徳山璉が亡くなった事から、その後ビクターの戦時歌謡は波岡に回って来ることが多かった。同年には「大東亜決戦の歌」をヒットさせている。
終戦後まもなくして慰問の際に知り合った歌手の渡辺三枝子と結婚。一男をもうけるが1947年（昭和22年）に肺病を発症する。その後も歌手を続けるが1951年（昭和26年）、胸部疾患のため41歳という若さで亡くなる。

## 主な舞台出演
- 1935年12月24～26日　『トスカ』スポレッタ（新橋演舞場）[1]
- 1941年5月26～28日　藤原歌劇団公演『アイーダ』使者（歌舞伎座）[2]
- 1941年11月25～27日　藤原歌劇団公演『カルメン』モラレス（歌舞伎座）[3]
- 1942年5月27～29日　藤原歌劇団公演『トスカ』スポレッタ（歌舞伎座）[4]
- 1943年5月28～30日　藤原歌劇団公演『西浦の神』オキクルミ（歌舞伎座）[5][6]